# Heraclia euphemia
Heraclia euphemia är en fjärilsart som beskrevs av Stoll 1782. Heraclia euphemia ingår i släktet Heraclia och familjen nattflyn. Inga underarter finns listade i Catalogue of Life.